# Мілкову-дін-Вале
Мілкову-дін-Вале (рум. Milcovu din Vale) — село у повіті Олт в Румунії. Входить до складу комуни Мілков.
Село розташоване на відстані 137 км на захід від Бухареста, 4 км на південь від Слатіни, 44 км на схід від Крайови.

## Населення
За даними перепису населення 2002 року у селі проживали 275 осіб, усі — румуни. Усі жителі села рідною мовою назвали румунську.